# Robert-Schumann-Hochschule Düsseldorf

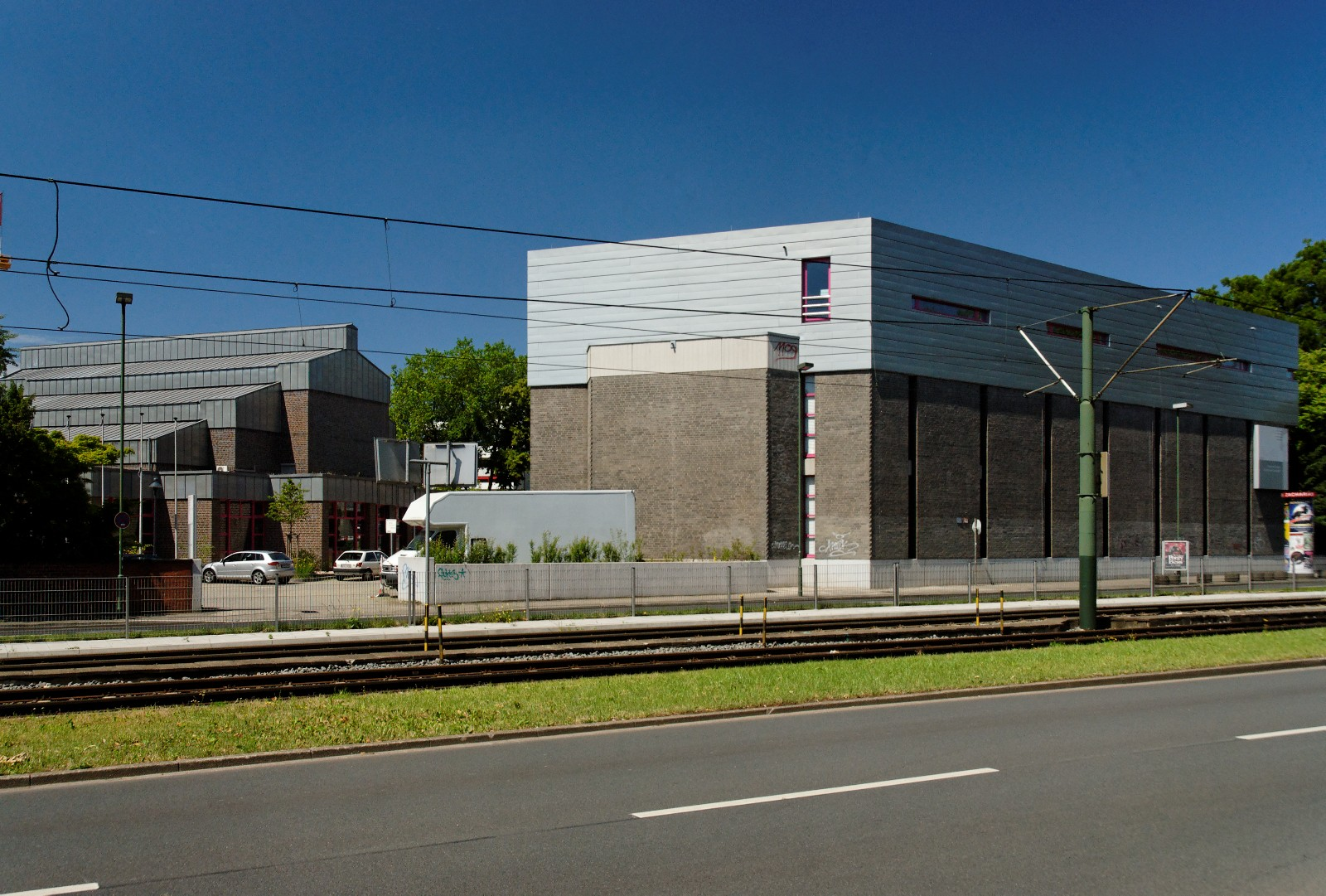
Robert-Schumann-Hochschule

De Robert-Schumann-Hochschule Düsseldorf is een hogeschool voor muziek in Düsseldorf, die opgericht werd op 21 december 1972. De school is naar de componist Robert Schumann benoemd, omdat Schumann in deze stad muziekdirecteur was en het muziekleven in Düsseldorf verlevendigd heeft. Er studeren rond 800 studenten aan deze hogeschool.

## Geschiedenis
Als zelfstandige hogeschool voor muziek is dit instituut relatief jong. Maar haar wortelen gaan langer terug. De basis voor de huidige Robert-Schumann-Hochschule werd in 1935 door de Generalmusikdirektor (GMD) Prof. Hugo Balzer gelegd. Hij had het idee, drie grote privé muziekscholen, waarvan het oudste het Buths-Neitzel-Conservatorium in 1902 opgericht was, tot een conservatorium samen te voegen. Het nieuwe instituut zal Robert-Schumann-Konservatorium, genoemd worden. Op deze manier zal de in Düsseldorf niet immer goed behandelde componist gewaardeerd worden. Tot de Tweede Wereldoorlog ontwikkelde zich het conservatorium prachtig, maar tijdens de oorlogsjaren rustte het bedrijf. 
Eerst na de oorlog in 1945 opende het conservatorium weer en stond onder leiding van Prof. Dr. Joseph Neyses. Het werd er een afdeling voor Rooms-Katholieke kerkmuziek opgericht en in 1950 richtte Prof. Dr.-Ing. Friedrich Trautwein een geluidmixer-school (Tonmeisterschule) op uit die zich het huidige studie voor geluids- en videotechniek ontwikkelde. 
Onder de directeur Prof. Jürg Baur vertrok het conservatorium in de "Villa Engelhardt" in de Homberger straat en in de Fischerstraat. Hij bereidde ook een nieuw gebouw in de Fischerstraat 110 voor. De opening van dit nieuw gebouw in 1975 werd door de nieuwe directeur Prof. Dr. Helmut Kirchmeyer voorgenomen. 
Door de contract met de deelstaat Noordrijn-Westfalen van 21 december 1972 kreeg het Robert-Schumann-Konservatorium de status van een hogeschool voor muziek en heette vanaf 19 april 1973 Robert-Schumann-Institut der Staatlichen Hochschule für Musik Rheinland. Tegelijkertijd was het geen stedelijk conservatorium meer, maar een conservatorium van de deelstaat Noordrijn-Westfalen. De Evangelische Landeskirchenmusikschule in de Graf-Recke-straat werd deel van het Robert-Schumann-Institut der Staatlichen Hochschule für Musik Rheinland. 
Door een contract van 1976 en samenwerking met het Opleidings-muziekkorps van de Duitse Bundeswehr in Hilden werd het Robert-Schumann-Institut der Staatlichen Hochschule für Musik Rheinland verantwoordelijk voor de opleiding van alle muzikanten van de Duitse Bundeswehr. 
In 1984 werden verdere ruimtes in het gebouw van de Fachhochschule in de Georg-Glock-Str. 15 betrokken. Sinds 1989 heeft de hogeschool het zogenoemde promotierecht. 
Sinds 1 augustus 2004 is de Rector magnificus Raimund Wippermann.

## Organisatie
- Instituut voor musicologie
- Instituut voor Toonzetting
- Instituut voor muziek en media
- Instituut voor kerkmuziek

## Docenten en professoren
- Gabor Antalffy
- Alberte Brun
- Herbert Callhoff
- Bojidar Dimov
- Hans Eijsackers
- Xaver Fischer
- Paolo Giacometti
- Volker Hempfling
- Thomas Leander
- Werner Lechte
- David Levine
- Hans-Dieter Möller
- Gustavo Núñez
- Christiane Oelze
- Heinz Bernhard Orlinski
- Joachim Pöltl
- Almut Rößler
- Peter-Christoph Runge
- Hans-Dieter Saretzki
- Robert Sund
- Hartmut Schmidt
- Heike Sperling
- Roberto Szidon
- Friedrich Trautwein
- Manfred Waffender
- Fabiana Trani

## Bekende studenten
- Martin Bambauer
- Björn Bobach
- Oscar van Dillen
- Klaus Doldinger
- Andreas Ehret
- Hermin Esser
- Helmut Freitag
- Manuel Gera
- Ralf Hütter
- Helmut Kickton
- Reinhard Kluth
- Tobias Koch
- Ulrich Leykam
- Johannes Quack
- Walter Ratzek
- Fazıl Say
- Andreas Schmidt
- Wolfgang Seifen
- Florian Schneider-Esleben
- Vera Schönenberg
- Andreas Sieling
- Jürgen Sonnentheil
- Carlos Surinach
- Friedrich Szepansky
- Bernd Wiesemann
- Wolfram Wittekind
- Martin Wenning